# Ондернеј
Ондернеј (фр. Andernay) насеље је и општина у североисточној Француској у региону Лорена, у департману Меза која припада префектури Бар ле Дик.
По подацима из 2011. године у општини је живело 246 становника, а густина насељености је износила 56,94 становника/km². Општина се простире на површини од 4,32 km². Налази се на средњој надморској висини од 153 метара (максималној 185 m, а минималној 131 m).

## Демографија
| 1962. | 1968. | 1975. | 1982. | 1990. | 1999. | 2011. |
| ----- | ----- | ----- | ----- | ----- | ----- | ----- |
| 126   | 158   | 204   | 224   | 229   | 228   | 246   |

График промене броја становника у току последњих година